# Chapmanit
Chapmanit (IMA-Symbol Cpm) ist ein seltenes Mineral aus der Mineralklasse der „Silikate und Germanate“. Es kristallisiert im monoklinen Kristallsystem mit der chemischen Zusammensetzung SbFe3+2[OH|Si2O8] und entwickelt überwiegend erdige und massige Mineral-Aggregate, selten auch leistenförmige, tafelige bis prismatische Kristalle von gelber, gelblich-grüner oder grüner Farbe bei gelbgrüner Strichfarbe.

## Etymologie und Geschichte
Erstmals entdeckt wurde Chapmanit in der „Keeley-Frontier Mine“ bei South Lorrain (Cobalt-Gowganda-Region) im Timiskaming District (Ontario, Kanada) und beschrieben 1924 von Thomas Leonard Walker (1867–1942), der das Mineral nach dem englisch-kanadischen Mineralogen Edward John Chapman (1821–1904) benannte.
Ein von Friedrich Katzer aus der Typlokalität Chříč (auch Křitz) nahe Rakovník im heutigen Tschechien beschriebenes und nach dem italienischen Chemiker Uberto Francesco Hoefer als Hoeferit (auch Höferit) bezeichnetes Mineral stellte sich bei einer späteren Neuanalyse 1965 durch J. Sobotka als identisch mit Chapmanit heraus. Der Mineralname wurde daher diskreditiert und gilt als Synonym für Chapmanit.
Auch das 1961 von Cipriani und Vannuccini erstmals beschriebene Mineral Biringuccit sollte ursprünglich den Namen Hoeferit bzw. Höferit erhalten. Um Verwechslungen mit dem von Katzer beschriebenen Mineral zu vermeiden, benannten sie ihr Mineral in Biringuccit um.

## Klassifikation
Bereits in der veralteten 8. Auflage der Mineralsystematik nach Strunz gehörte der Chapmanit zur Mineralklasse der „Silikate und Germanate“ und dort zur Abteilung der „Neso-Subsilikate“, wo er zusammen mit Alleghanyit, Bismutoferrit, Chondrodit, Humit, Klinohumit, Leukophönicit, Norbergit und Sonolith die „Norbergit-Alleghanyit-Gruppe“ mit der System-Nr. VIII/A’.04 bildete.
Im zuletzt 2018 überarbeiteten und aktualisierten Lapis-Mineralienverzeichnis nach Stefan Weiß, das sich aus Rücksicht auf private Sammler und institutionelle Sammlungen noch nach dieser alten Form der Systematik von Karl Hugo Strunz richtet, erhielt das Mineral die System- und Mineral-Nr. VIII/B.06-10. In der „Lapis-Systematik“ entspricht dies der Abteilung „Inselsilikate mit tetraederfremden Anionen“, wo Chapmanit nur noch zusammen mit Bismutoferrit eine eigenständige, aber unbenannte Gruppe bildet.
Die von der International Mineralogical Association (IMA) zuletzt 2009 aktualisierte 9. Auflage der Strunz’schen Mineralsystematik ordnet den Chapmanit ebenfalls in die Klasse der „Silikate und Germanate“, dort allerdings in die Abteilung der „Schichtsilikate (Phyllosilikate)“ ein. Diese ist zudem weiter unterteilt nach Struktur der Schichten, so dass das Mineral entsprechend seinem Aufbau in der Unterabteilung „Schichtsilikate (Phyllosilikate) mit Kaolinitschichten, zusammengesetzt aus tetraedrischen oder oktaedrischen Netzen“ zu finden ist, wo es als Namensgeber die „Chapmanitgruppe“ mit der System-Nr. 9.ED.25 und dem weiteren Mitglied Bismutoferrit bildet.
Auch die Systematik der Minerale nach Dana ordnet den Chapmanit in die Klasse der „Silikate und Germanate“ und dort in die Abteilung der „Schichtsilikatminerale“. Hier ist er zusammen mit Bismutoferrit in der „Bismutoferritgruppe“ mit der System-Nr. 71.01.03 innerhalb der Unterabteilung „Schichtsilikate: Schichten von sechsgliedrigen Ringen mit 1:1-Lagen“ zu finden.

## Kristallstruktur
Chapmanit kristallisiert im monoklin in der Raumgruppe Cm (Raumgruppen-Nr. 8) mit den Gitterparametern a = 5,19 Å, b = 8,99 Å, c = 7,70 Å und β = 100° sowie 2 Formeleinheiten pro Elementarzelle.

## Bildung und Fundorte
Chapmanit bildet sich sekundär in Gneisen, die von Hydrothermal-Äderchen durchdrungen wurden. Begleitminerale sind unter anderem Silber und Stibnit.
Weltweit konnte Chapmanit bisher (Stand: 2011) an rund 20 Fundorte nachgewiesen werden. Neben seiner Typlokalität „Keeley-Frontier Mine“ fand sich das Mineral in Kanada noch in der ebenfalls im Timiskaming District gelegenen „Nipissing 404 Mine“. sind u. a. Bräunsdorf und Freiberg in Sachsen, Smilkov (Tschechische Republik) sowie die Keeley Silbermine in Ontario (Kanada).
In Deutschland trat Chapmanit bisher nur in der Neue Hoffnung Gottes Fundgrube bei Bräunsdorf (Oberschöna) im sächsischen Erzgebirge zutage.
Weitere Fundorte sind unter anderem Böhmen in Tschechien; Auvergne, Elsass und Lothringen in Frankreich; die Toskana in Italien; Kyūshū in Japan; das Alai-Gebirge in Kirgisistan; Bratislava in der Slowakei; Asturien in Spanien sowie Nevada in den USA.